# Geastrum triplex
Geastrum triplex, vulgarmente conocida como estrella de tierra, es una especie de hongo de la familia Geastraceae. Se trata de un hongo no comestible que se encuentra en el detrito y las hojas caídas de los bosques de frondosas en muchas partes del mundo. Es la especie más grande del género Geastrum y los especímenes maduros pueden alcanzar, de punta a punta, una longitud de hasta 12 cm.
Los cuerpos fructificantes (o basidiocarpos) inmaduros son esféricos —un tanto parecidos a los bejines con picos afilados— y están parcial o totalmente enterrados en el suelo. Cuando el hongo madura, la capa exterior de tejido (el exoperidio) se divide en cuatro a ocho segmentos puntiagudos que se extienden hacia el exterior y hacia abajo, y levanta y expone el saco esférico de esporas en el interior. Este saco de esporas contiene la carne, una masa de esporas y tejido fértil de micelio que, cuando está joven, es blanca y firme, pero al envejecer se hace marrón y polvosa. Es común que una capa de exoperidio se divida alrededor del perímetro del saco de esporas a modo de que parezca descansar sobre un collar o platillo. Encima del saco de esporas hay un pequeño pico afilado, la peristoma, que tiene un pequeño agujero por donde las esporas pueden ser liberadas.
La especie tiene una distribución geográfica muy extendida y se puede encontrar en Asia, Australasia, Europa y Norteamérica y Sudamérica. Históricamente, el hongo ha sido usado en la medicina tradicional de los nativos de América del Norte y China. Se han analizado químicamente los basidiocarpos para determinar el contenido de lípidos, y han sido identificados varios derivados químicos del ergosterol (esteroles fúngicos).

## Descripción
Como en todas las setas, el cuerpo fructificante (o basidiocarpo) de Geastrum triplex es la parte visible de un órgano más grande. Ocultas a la vista, se encuentran masas de hilos micóticos casi invisibles (en lo que se conoce como micelio), que realizan la alimentación activa y desarrollan las estructuras del hongo. El basidiocarpo (que nace cuando las condiciones medioambientales como la temperatura, humedad y disponibilidad de nutrientes son óptimas) está diseñado para producir y diseminar esporas. Geastrum triplex tiene el mayor basidiocarpo del género Geastrum. Comúnmente, el basidiocarpo inmaduro tiene aproximadamente 1-5 cm de diámetro, y hasta 8-9 cm de ancho después que las puntas del exoperidio se han extendido (Roody informa de un valor mayor, de hasta 11.5 cm). El basidiocarpo se compone de una estructura de forma más o menos esférica a ovoidal (el endoperidio), coronada por una abertura (el ostiolo) y cubierta por trozos de tejido que forman un pequeño pico puntiagudo (un peristoma). Es frecuente que el endoperidio carezca de cualquier tipo de estipe (es decir, es sésil); el exterior es color marrón pálido a castaño cuando es joven, pero cambia a marrón amarillento en ejemplares disecados, sin abrir. La capa de tejido exterior, el exoperidio, desarrolla escisiones que se irradian desde el ápice y forma entre cuatro y ocho puntas que se separan del endoperidio. La envoltura delgada y parecida al papel de este último rodea una masa de esporas y tejido fértil conocida como la carne. La parte central de la carne contiene una seudocolumela (una columela no unida al estipe), que es típicamente cilíndrica o en forma de bastón, y se prolonga desde la base. Debido a la variabilidad en la persistencia, tamaño, estructura y forma de las columelas dentro del género, esta variable se utiliza de forma limitada para la diferenciación de los hongos.
Las puntas del exoperidio tienen 2-4 cm de longitud y hasta 4 mm de grosor. La superficie externa de las puntas (la superficie inferior tras la expansión) y los especímenes sin abrir tienen una textura áspera. En varias especies de Geastrum la suciedad y los residuos se pegan a la parte inferior, pero esto no sucede en G. triplex. Las capas carnosas internas (la superficie superior) de estas puntas tienen un color cercano al «marrón madera» cuando se secan, y tienen una capa de tejido superficial que se agrieta en manchas. No obstante, existe mucha variabilidad en la medida en la que se agrieta el tejido de la superficie superior de las puntas: esta capa de tejido también mantiene estrechamente vinculada (como una lámina) la parte no segmentada de la pared externa con la parte de la unión de las puntas agrietadas de varias maneras y, a veces, termina pelándose en varios lugares.
Generalmente, en G. triplex la base de las puntas se rompe alrededor del perímetro del endoperidio para formar una plataforma similar a un platillo o receptáculo en la que descansa el endoperidio. Sin embargo, no todos los especímenes forman este receptáculo, lo que lleva a una posible confusión con otras especies de Geastrum. El micólogo estadounidense Curtis Gates Lloyd dijo que, en las regiones tropicales donde abundan las altas temperaturas y humedades, el hongo se expande rápidamente, lo que favorece la ruptura de la capa carnosa para formar un receptáculo; en zonas más templadas este efecto no sería tan marcado y «por lo general, no ocurre en absoluto».
El endoperidio mide 1-3 cm de diámetro y 0.9-2.0 cm de alto, es sésil, y es de color marrón grisáceo pálido. El peristoma está hecho de fibrillas dispuestas radialmente que se juntan en el ápice en grupos de longitud desigual, para formar una abertura de apariencia escalonada o rasgada. El área circular que rodea el peristoma es de un tono más pálido. Se cree que las esporas son esparcidas por el viento que entra y sale del basidiocarpo cuando sopla sobre el agujero, o cuando las gotas de lluvia golpean el endoperidio flexible, creando una ráfaga de aire que obliga a las esporas a pasar por el ostiolo.

### Características microscópicas

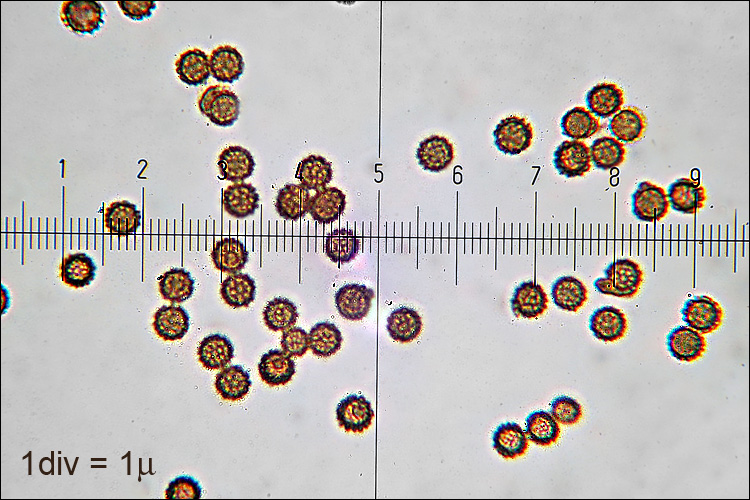
Las basidiosporas son esféricas, de 3.5-4.5 µm de diámetro, y cubiertas con verrugas.

El saco de esporas que contiene la carne se compone de una seudocolumela, hilos no ramificados (el capilicio), células portadoras de esporas (los basidios) y las propias esporas; estos elementos microscópicos tienen ciertas características que ayudan a distinguir a G. triplex de otras estrellas de tierra similares superficialmente.
Las esporas son esféricas y miden 3.5-4.5 µm de diámetro. Están cubiertas de proyecciones cortas que terminan abruptamente en segmento estrecho de sustancia translúcida (hialina), el cual se torna marrón canela pálido en contacto con hidróxido de potasio, y marrón oscuro opaco (casi sepia) cuando se tiñe con yodo. El capilicio está hecho de lo que parecen ser filamentos cilíndricos incrustados de 3-6 µm de diámetro, de un color que varía de transparente a marrón amarillento opaco en hidróxido de potasio, y amarillento en yodo; las paredes se engruesan hasta el punto que el interior (lumen) parece como una línea única. Las esporas, ya sean dos o cuatro, están unidas a las basidios, y los esterigmas (prolongaciones de los basidios que unen las esporas) son largos, de hasta 20 µm. Geastrum triplex no tiene cistidios.

## Taxonomía

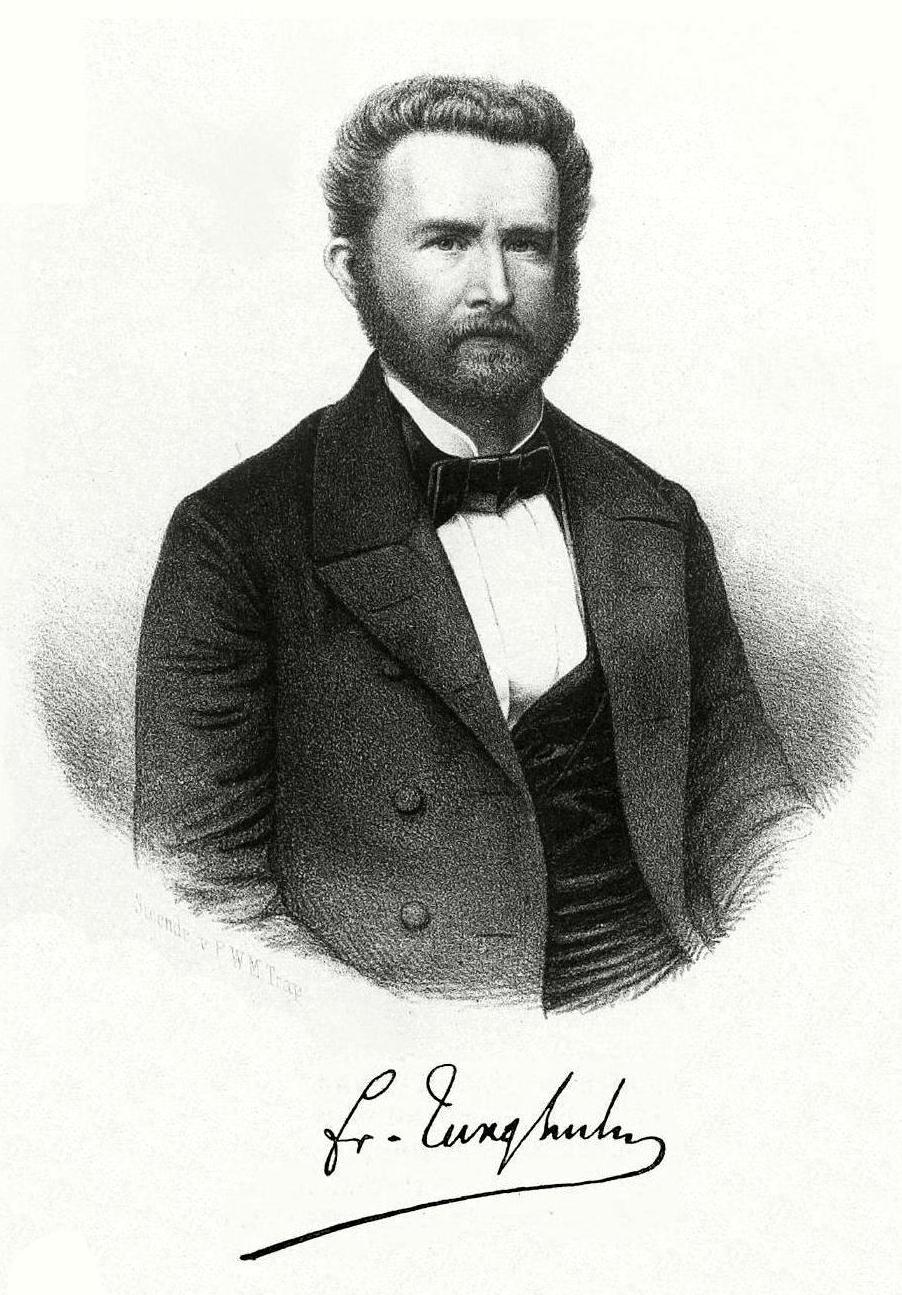
El botánico alemán Franz Wilhelm Junghuhn.

La especie fue descrita científicamente por Franz Wilhelm Junghuhn, como Geaster triplex, en 1840. El nombre anterior del género, Geaster, introducido en Nova Plantarum Genera (por el botánico italiano Pier Antonio Micheli en 1727), se considera una variante ortográfica de Geastrum (nomenclatura actual). Junghuhn, que vivía en Indonesia y había estudiado ampliamente su flora fúgica, descubrió el espécimen tipo en el monte Panggerangi en la isla de Java, a una altura entre 910-1520 m. El espécimen tipo se mantiene en el Nationaal Herbarium Nederland (Herbario Nacional de los Países Bajos), en Leiden. La característica morfológica utilizada por Junghuhn para diferenciar a G. triplex de otras estrellas de tierra similares fue la estructura parecida a un collar de la capa interna del exoperidio. Años después, el micólogo estadounidense Curtis Gates Lloyd sugirió, erróneamente, que la especie era una «forma gigante» de Geastrum saccatum.

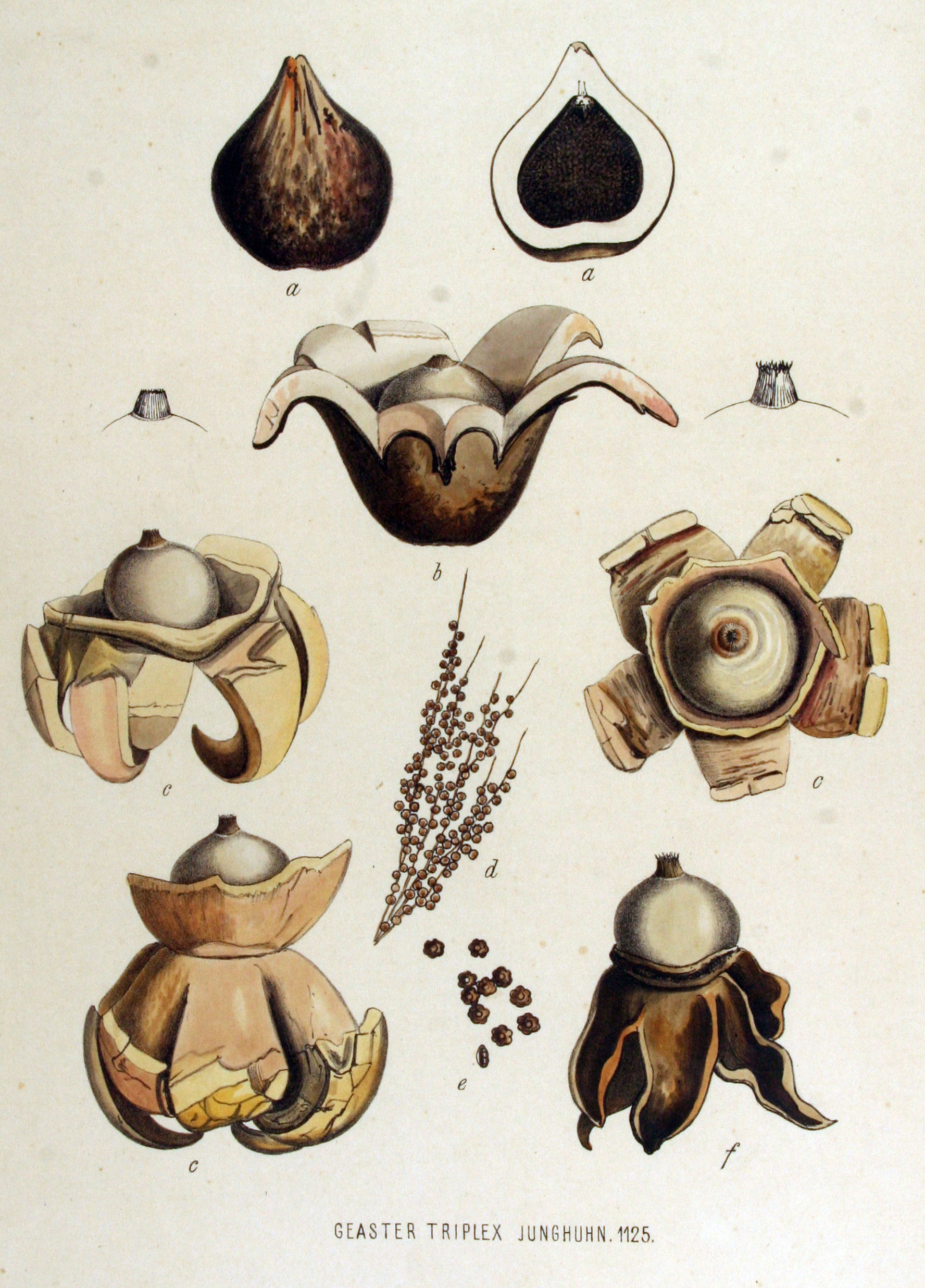
Ilustraciones de la especie en Flora Batava, por Jan Kops (1877).

Ciertos autores han considerado a Geastrum indicum como el nombre correcto de G. triplex. Esto se debe a que G. indicum —especie descrita por Johann Friedrich Klotzsch en 1832 como Cycloderma indicum, y luego transferida a Geastrum por Stephan Rauschert en 1959— podría ser la misma especie que Geastrum triplex. En caso de que fuera la misma especie, el primer nombre publicado (es decir, G. indicum) tendrá prioridad nomenclaturial de acuerdo con las normas del Código Internacional de Nomenclatura Botánica. Más recientemente, otros autores sostienen que G. indicum debe ser rechazado como un nomen dubium y mantener a G. triplex como el nombre correcto de la especie.
Una monografía de Stellan Sunhede (1989) sobre las especies europeas de Geastrum sigue el concepto de V. J. Staněk para la ubicación infragenérica (por debajo del nivel de género) de Geastrum, y colocó a G. triplex junto con especies que no se incorporan e incrustan en los desechos forestales (sección Basimyceliata). Además, G. triplex se clasifica en la subsección Laevistomata, que incluye especies con un peristoma fibriloso —hecho de filamentos paralelos y delgados, semejantes a hilos—. Dentro de la subsección Laevistomata se encuentra incluida triplex, debido a su peristoma delimitado (con un borde restrictivo distinto) o irregularmente dividido. El epíteto específico «triplex» significa ‘triple’, y se refiere a las tres capas del peridio.

### Especies similares
Geastrum triplex puede ser confundido con G. saccatum o G. fimbriatum, ya que las puntas no siempre se agrietan alrededor del perímetro para formar un recipiente bajo el saco de esporas. Sin embargo, G. triplex es más grande que las especies mencionadas. La combinación de características que distinguen a G. triplex de otras estrellas de tierra incluyen la falta de escombros adheridos a la superficie exterior y la base con forma de platillo en la que se asienta el saco de esporas, el tamaño relativamente grande, un peristoma fibriloso y la zona pálida que rodea el peristoma le separa del resto del endoperidio. A diferencia de algunas otras especies de Geastrum, las puntas de G. triplex no son higroscópicas: no se abren y cierran como respuesta a los cambios de humedad. En 2012, Kasuya et al. aseguraron que los taxones G. triplex, G. lageniforme y G. saccatum constituían un grupo genéticamente complejo, con características macro y microscópicamente muy similares. Autores como Quélet (1886), Coker (1924), Cunningham (1944) y Ponce de León trataron al mencionado grupo como una sola especie, pero Zamora et al. concluyen luego de otros análisis más rigusosos que G. triplex sí es distinta, aunque falta esclarecer la relación entre G. lageniforme y G. saccatum.

## Hábitat y distribución

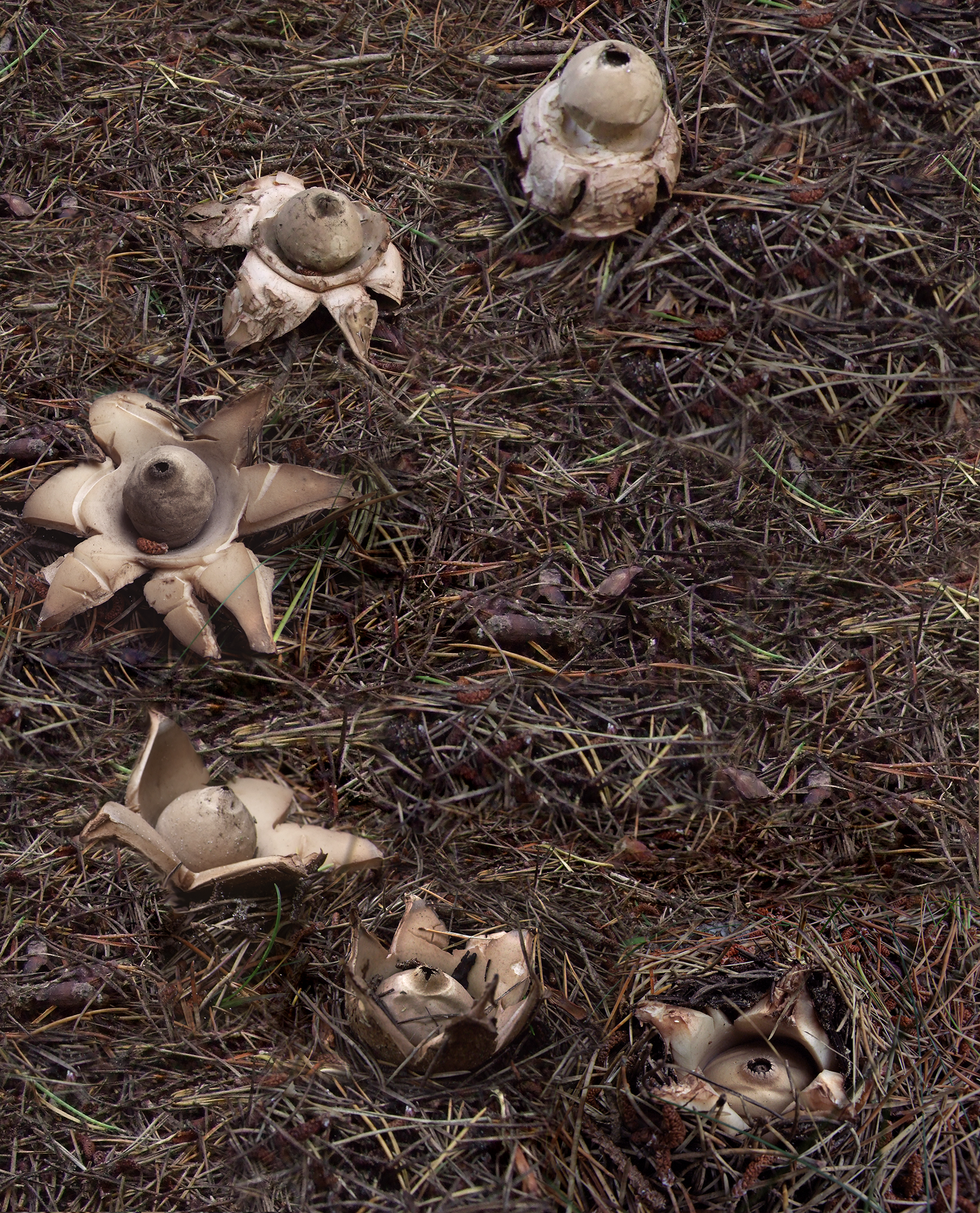
Etapas de la aparición de los basidiocarpos (cuerpos fructificantes).

La especie es sapróbica: obtiene sus nutrientes de materia orgánica en descomposición. Son solitarios o gregarios se encuentran en los bosques de frondosas, donde se ha acumulado gran parte de humus; en México se ha recogido en bosques húmedos tropicales. Es frecuente encontrar basidiocarpos alrededor de tocones muy descompuestos; inicialmente están casi enterrados en el suelo del bosque, pero emergen durante la madurez cuando las puntas del exoperidio comienzan a rizarse hacia abajo y exponen el saco de esporas. Los basidiocarpos viejos son firmes, pueden sobrevivir el invierno e incluso encontrarse en la siguiente primavera o verano. Un estudio realizado en los Países Bajos informó de una propensión de G. triplex a crecer en suelo rico en calcio en la caliza descolorada de las conchas trituradas sobre los senderos para bicicletas. Es descrito como «especie común» en América del Norte y Europa. Un autor afirma que es común encontrarlo en la base de hayas.
La distribución de la especie es extensa, y se ha recogido en Asia (China, Corea, Irán y Turquía), Australia, Europa (Bélgica, República Checa, y Suecia) y África (Congo, Sudáfrica e islas Canarias). En América del Norte, su área de distribución se extiende al extremo norte de Canadá y al suroeste de México, incluyendo la totalidad de los Estados Unidos continentales y Hawái. En Centro y Sudamérica el hongo ha sido reportado en Panamá, Trinidad y Tobago, Argentina, Brasil y Chile.

## Usos

### Comestibilidad
Aunque los basidiocarpos de Geastrum triplex no son venenosos, sí son duros y fibrosos, y «carecen de interés alimenticio». El micólogo estadounidense David Arora afirma que los basidiocarpos tienen la fama de ser comestibles cuando son inmaduros, mientras la carne sigue siendo blanca y firme, pero añade que rara vez se encuentran en esta forma.

### Medicina tradicional
La seta era usada por los indios nativos americanos con fines medicinales. Los pies negros le llaman ka-ka-toos, que significa ‘estrellas caídas’, y, según la leyenda, anunciaban la venida de acontecimientos sobrenaturales. Los cheroquis colocaban basidiocarpos sobre el ombligo de los bebés después del parto hasta que caía el cordón umbilical marchitado, «así como profiláctico y remedio terapéutico». En la medicina tradicional china, G. triplex se utiliza para disminuir la inflamación en las vías respiratorias, detener hemorragias y reducir la hinchazón.

### Aplicaciones químicas
El análisis químico de lo basidiocarpos de Geastrum triplex demostró que contienen una serie de compuestos bioactivos, incluyendo esteroles fúngicos tales como ergosta-4,6,8,(14),22-tetraen-3-ona,5,6-dihidroergosterol, ergosterol y peroxiergosterol. El hongo también contiene diversos ácidos grasos, en particular, ácido mirístico, palmítico, esteárico, oleico, α-linolénico y linoleico.